# Harro Remmert
Harro Remmert (* 7. Januar 1943 in Magdeburg) ist einer der erfolgreichsten deutschen Jockeys und Galopptrainer.

## Laufbahn
Harro Remmert begann zunächst eine Lehre im Hotelfach. Da ihm dieser Beruf jedoch nicht zusagte sattelte er um und absolvierte wie sein fünf Jahre älterer Bruder Peter (1938–2017) eine Ausbildung zum Rennreiter. Harro Remmert begann seine Ausbildung zunächst bei Otto Schmidt in Dortmund und ging dann zum Gestüt Ravensberg bei dem auch ein Rennstall war. Dort war Johannes Kuhr Trainer und Gestütsleiter. In Ravensberg lernte er seine spätere Frau Gisela, die Tochter von Johannes Kuhr, kennen. 1972 wurde er Stalljockey beim Kölner Olymp-Stall. 1973 gewann er auf dem dunkelbraunen Zoppenbroicher Hengst Athenagoras das Derby.
Im April 1976 verunglückte Harro Remmert beim Dr. Busch-Memorial-Rennen auf der Galopprennbahn in Krefeld schwer. Sein Pferd Arpad scheute und rannte mit ihm in ein Waldstück, wo Remmert gegen einen Baum geschleudert wurde und sich beim Sturz einen Rückenwirbel brach, der zu einer Querschnittlähmung führte, die ihn seitdem an den Rollstuhl fesselt. Seine Karriere als Jockey, in der er 554 Rennen gewann, war damit beendet.
Bereits ein Jahr später, 1977, begann er in Neuss als Trainer zu arbeiten. Seit 1987 war er in Köln tätig. 1995 gewann er mit All My Dreams das Derby als Trainer und mit Centaine den Preis der Diana. Bis Ende 2002 fügte er seinen Siegen als Jockey 1021 Siege als Trainer hinzu, bevor er nach 25 Jahren Trainertätigkeit aus privaten Gründen seine berufliche Laufbahn beendete. Harro Remmert ist einer der wenigen, die das Deutsche Derby sowohl als Jockey als auch als Trainer gewinnen konnten.
Harro Remmert ist verheiratet mit  Gisela Remmert.